# خاندان فوکوشیما
خاندان فوکوشیما (به ژاپنی: 福島氏（尾張国）) یکی از خاندان‌های سامورایی در ژاپن و رهبر آن  به نام فوکوشیما ماسانوری (۱۵۶۱–۱۶۲۴) یکی از طرفداران تویوتومی هیده‌یوشی و یکی از هفت نیزه‌دار شیزوگاتاکه بود که  در ولایت اُورای در دوره سنگوکو حکمرانی می‌کرد.

در نبرد سکیگاهارا در سال ۱۶۰۰، فوکوشیما ماسانوری  در کنار ارتش شرقی ایه‌یاسو توکوگاوا جنگید تا ایشیدا میتسوناری، فرمانده ارتش غرب را که با او رابطه بدی داشت، شکست دهد. در نتیجه، ارتش شرقی پیروز شد و به پاس تلاش های آنها، ۴۹۸۲۰۰ ککو در قلمرو هیروشیما ولایت آکی داده شد.